# Riksa Közlekedési Vállalat
2008-ban Magyarországon a Riksa Közlekedési Vállalat engedélyeztetette és forgalomba helyezte RKV-001-es jelzésű környezettudatos háromkerekűjét. Az RKV alapítója még abban az évben 12 darabos riksaflottával kezdte el az akkor még újdonságnak számító szolgáltatásait.
2009 áprilisától a vállalat riksái Riksataxi néven futottak tovább Budapest utcáin.
2009-ben saját készítésű riksák tervezésével és gyártásával bízta meg a Karsai Holding Zrt.-t, hogy olcsóbb és a pesti utcák járdáit jobban tűrő járműveket hozzon létre.